# Hieracium eustictiforme
Hieracium eustictiforme es una especie de planta con flor del género Hieracium, de la familia Asteraceae, orden Asterales.

## Distribución
Hieracium eustictiforme se distribuye por Dinamarca y Alemania.

## Taxonomía
Fue descrita científicamente por Wiinst.
Tratamiento taxonómico
La especie aparece registrada y publicada en Dansk Bot. Ark.